# Allela
Allela este o comună rurală din departamentul Birni N'Konni, regiunea Tahoua, Niger, cu o populație de 32.031 de locuitori (2001).